# Guam a 2024. évi nyári olimpiai játékokon
Guam a franciaországi Párizsban megrendezett 2024. évi nyári olimpiai játékok egyik részt vevő nemzete volt. Az országot az olimpián 6 sportágban 8 sportoló képviselte, akik érmet nem szereztek.

## Atlétika
Férfi
| Versenyző    | Versenyszám | Selejtező | Selejtező | Selejtező | Előfutam | Előfutam | Előfutam | Elődöntő | Elődöntő | Elődöntő | Döntő   | Döntő    |
| Versenyző    | Versenyszám | Idő       | Hely.     | Össz.     | Idő      | Hely.    | Össz.    | Idő      | Hely.    | Össz.    | Idő     | Helyezés |
| ------------ | ----------- | --------- | --------- | --------- | -------- | -------- | -------- | -------- | -------- | -------- | ------- | -------- |
| Joseph Green | 100 m       | 10,85     | 5.        | 32.       | kiesett  | kiesett  | kiesett  | kiesett  | kiesett  | kiesett  | kiesett | kiesett  |

* - egy másik versenyzővel azonos időt ért el
Női
| Versenyző     | Versenyszám | Selejtező | Selejtező | Selejtező | Előfutam | Előfutam | Előfutam | Elődöntő | Elődöntő | Elődöntő | Döntő   | Döntő    |
| Versenyző     | Versenyszám | Idő       | Hely.     | Össz.     | Idő      | Hely.    | Össz.    | Idő      | Hely.    | Össz.    | Idő     | Helyezés |
| ------------- | ----------- | --------- | --------- | --------- | -------- | -------- | -------- | -------- | -------- | -------- | ------- | -------- |
| Regine Tugade | 100 m       | 12,02     | 4.        | 17.       | 11,87    | 8.       | 61.      | kiesett  | kiesett  | kiesett  | kiesett | kiesett  |

## Birkózás

### Női
Szabadfogású
| Versenyző      | Versenyszám | Selejtező         | Nyolcaddöntő      | Negyeddöntő       | Elődöntő          | Vigaszág első kör | Vigaszág elődöntő | Bronz- mérkőzés   | Döntő             | Helyezés |
| Versenyző      | Versenyszám | Ellenfél Eredmény | Ellenfél Eredmény | Ellenfél Eredmény | Ellenfél Eredmény | Ellenfél Eredmény | Ellenfél Eredmény | Ellenfél Eredmény | Ellenfél Eredmény | Helyezés |
| -------------- | ----------- | ----------------- | ----------------- | ----------------- | ----------------- | ----------------- | ----------------- | ----------------- | ----------------- | -------- |
| Mia Aquino     | 53 kg       |                   |                   |                   |                   |                   |                   |                   |                   |          |
| Rckaela Aquino | 57 kg       |                   |                   |                   |                   |                   |                   |                   |                   |          |

## Cselgáncs
Női
| Versenyző    | Versenyszám | Selejtező         | 32-es főtábla     | Nyolcaddöntő      | Negyeddöntő       | Elődöntő          | Vigaszág elődöntő | Bronz- mérkőzés   | Döntő             | Helyezés |
| Versenyző    | Versenyszám | Ellenfél Eredmény | Ellenfél Eredmény | Ellenfél Eredmény | Ellenfél Eredmény | Ellenfél Eredmény | Ellenfél Eredmény | Ellenfél Eredmény | Ellenfél Eredmény | Helyezés |
| ------------ | ----------- | ----------------- | ----------------- | ----------------- | ----------------- | ----------------- | ----------------- | ----------------- | ----------------- | -------- |
| Maria Escano | Könnyűsúly  |                   |                   |                   |                   |                   |                   |                   |                   |          |

## Kajak-kenu

### Síkvízi
Női
| Versenyző         | Versenyszám       | Előfutam | Előfutam | Előfutam | Negyeddöntő | Negyeddöntő | Negyeddöntő | Elődöntő | Elődöntő | Elődöntő | Döntő | Döntő | Döntő    |
| Versenyző         | Versenyszám       | Idő      | Hely.    | Össz.    | Idő         | Hely.       | Össz.       | Idő      | Hely.    | Össz.    | Típus | Idő   | Helyezés |
| ----------------- | ----------------- | -------- | -------- | -------- | ----------- | ----------- | ----------- | -------- | -------- | -------- | ----- | ----- | -------- |
| Raina Taitingfong | Kenu egyes 200 m  |          |          |          |             |             |             |          |          |          |       |       |          |
| Raina Taitingfong | Kajak egyes 500 m | 2:29,66  | 7.       |          | 2:27,03     | 7.          |             |          |          |          |       |       |          |

## Súlyemelés
Női
| Versenyző      | Versenyszám | Szakítás | Szakítás | Lökés    | Lökés    | Összesen | Helyezés |
| Versenyző      | Versenyszám | Eredmény | Helyezés | Eredmény | Helyezés | Összesen | Helyezés |
| -------------- | ----------- | -------- | -------- | -------- | -------- | -------- | -------- |
| Nicola Lagatao | 49 kg       |          |          |          |          |          |          |

## Triatlon
Egyéni
| Versenyző     | Versenyszám | 1,5 km úszás | Depózás 1 | 40 km kerékpározás | Depózás 2     | 10 km futás   | Összesítés    | Összesítés    |
| Versenyző     | Versenyszám | Idő          | Idő       | Idő                | Idő           | Idő           | Idő           | Helyezés      |
| ------------- | ----------- | ------------ | --------- | ------------------ | ------------- | ------------- | ------------- | ------------- |
| Manami Iijima | Női         | 26:38        | 1:02      | nem ért célba      | nem ért célba | nem ért célba | nem ért célba | nem ért célba |